# Lester Randolph Ford Award
Der Lester Randolph Ford Award ist ein seit 1964 jährlich vergebener Mathematikpreis der Mathematical Association of America. Seit 2012 heißt er Paul R. Halmos – Lester R. Ford Award. Er ist nach Lester Randolph Ford senior und Paul Halmos benannt. Er wird für herausragende Beiträge im American Mathematical Monthly bzw. im Mathematics Magazine vergeben. Der Preis ist mit 1000 $ dotiert. Jährlich werden bis zu vier Preise vergeben.

## Preisträger
- 1965 R. H. Bing, Louis Brand, Robert G. Kuller, Duncan Luce, Hartley Rogers, Elmer Tolsted
- 1966 Carl B. Allendoerfer, Peter Lax, Marvin Marcus und Henryk Minc
- 1967 Wai-Kai Chen, Delbert Ray Fulkerson, Mark Kac (der Aufsatz erhielt auch den Chauvenet-Preis), M. Zuhair Nashed, Paul B. Yale
- 1968 Frederick Cunningham, Jr., W. F. Newns, Daniel Pedoe, Keith L. Phillips, F. V. Waugh und Margaret W. Maxfield, Hans Julius Zassenhaus
- 1969 Harley Flanders, George E. Forsythe, Marcel F. Neuts, Pierre Samuel, Hassler Whitney, Albert Wilansky
- 1970 Henry L. Alder, Harold P. Boas, William A. Coppel, Norman Levinson (der Aufsatz erhielt auch den Chauvenet-Preis), John Willard Milnor, Ivan M. Niven
- 1971 Jean Dieudonné, George E. Forsythe, Paul Halmos, Eric Langford, Peter V. O’Neil, Olga Taussky-Todd
- 1972 Gulbank D. Chakerian und Lester H. Lange, Paul Cohn, Frederick Cunningham, Jr., William John Ellison, Leon Henkin, Victor Klee
- 1973 Jean Dieudonné, Samuel Karlin, Peter Lax (der Aufsatz erhielt auch den Chauvenet-Preis), Thomas Saaty, Lynn Arthur Steen, Raymond Louis Wilder
- 1974 Patrick Billingsley, Garrett Birkhoff, Martin Davis, I. J. Schoenberg, Lynn Arthur Steen, Robin Wilson
- 1975 Raymond Ayoub, J. Callahan, Donald E. Knuth, Johannes Nitsche, Sherman K. Stein, Lawrence Zalcman (der Aufsatz erhielt auch den Chauvenet-Preis)
- 1976 Michel Balinski und Peyton Young, Edward A. Bender und J. R. Goldman, Branko Grünbaum, James E. Humphreys, Joseph B. Keller und David W. McLaughlin, Justin J. Price
- 1977 Shreeram Abhyankar (der Aufsatz erhielt auch den Chauvenet-Preis), Joseph B. Keller, Donald S. Passman, Douglas Wiens, Hideo Wada, Daihachiro Sato und James P. Jones, William P. Ziemer, William H. Wheeler, S. H. Moolgavkar, Paul Halmos, John H. Ewing und William H. Gustafson
- 1978 Ralph Boas, Louis H. Kauffman, Thomas Banchoff, Neil Sloane (der Aufsatz erhielt auch den Chauvenet-Preis)
- 1979 Bradley Efron, Ned Glick, Kenneth I. Gross, Joseph Kruskal und Lawrence A. Shepp
- 1980 Desmond Fearnley-Sander, David Gale, Karel Hrbáček, Cathleen Synge Morawetz, Robert Osserman
- 1981 Robert Creighton Buck, Bruce H. Pourciau, Alan H. Schoenfeld, Edward R. Swart, Lawrence Zalcman
- 1982 Philip Davis, Arthur Knoebel (der Aufsatz erhielt auch den Chauvenet-Preis)
- 1983 Robert F. Brown, Tony Rothman, Robert Strichartz
- 1984 Judith Grabiner, Roger Howe, John Willard Milnor, Joel H. Spencer, William C. Waterhouse
- 1985 John D. Dixon, Donald G. Saari und John B. Urenko
- 1986 Jeffrey Lagarias, Michael E. Taylor
- 1987 Stuart S. Antman, Joan Cleary, Sidney Morris und David Yost, Howard Hiller, Jacob Korevaar (der Aufsatz erhielt auch den Chauvenet-Preis), Peter Neumann
- 1988 James Epperson, Stan Wagon
- 1989 Gert Almkvist und Bruce Berndt, Richard Kenneth Guy
- 1990 Jacob Goodman, János Pach und Chee K. Yap, Doron Zeilberger
- 1991 Marcel Berger, Ronald Graham und Frances Yao, Joyce Justicz, Edward R. Scheinerman, und Peter Winkler
- 1992 Clement W. H. Lam
- 1993 Donald E. Knuth, Carsten Thomassen
- 1994 Bruce Berndt und S. Bhargava, Edgar R. Lorch (Reuben Hersh, editor), Leonard Gillman, Joseph Silverman, Dan Velleman und Istvan Szalkai
- 1995 Fernando Q. Gouvêa, Robert Gray, Jonathan L. King, Israel Kleiner und N. Movshovitz-Hadar, William C. Waterhouse
- 1996 Martin Aigner, Sheldon Axler, John Oprea
- 1997 Robert G. Bartle, Alan Beardon, John Brillhart und Patrick Morton
- 1998 S. C. Coutinho, Judith Grabiner, Bruce Pourciau
- 1999 Yoav Benyamini, Jerry Kazdan, Bernd Sturmfels
- 2000 P. J. McKenna, William Terrell, Vilmos Totik
- 2001 Keith Kendig, E. R. Scheinerman
- 2002 Peter Borwein und Loki Jorgenson, Dirk Huylebrouck, Greg Martin, David Lindsay Roberts
- 2003 Leonard Gillman, Warren P. Johnson, Sam Northshield, Eleanor Robson, Sergio B. Volchan
- 2004 Noam Elkies, Charles Livingston, R. Michael Range, Rüdiger Thiele
- 2005 Tom Apostol mit Mamikon Mnatsakanian, Henry Cohn, Alan Edelman und Gilbert Strang, Steven Finch und John Wetzel, Judith Grabiner
- 2006 Ibetsam Bajunaid, Joel M. Cohen, Flavia Colonna und David Singman, Viktor Blåsjö, Edward B. Burger, Karl Dilcher und Kenneth B. Stolarsky, William Dunham
- 2007 Harold P. Boas (seine Arbeit Reflections on the Arbelos erhielt auch den Chauvenet-Preis), Lluís Bibiloni, Jaume Paradís und Pelegrí Viader, Andrew Granville und Greg Martin, Jeffrey Lagarias, Michael J. Mossinghoff
- 2008 Tom Apostol mit Mamikon Mnatsakanian, David Auckly, Andrew Cohen und Tanya Leise, Thomas Hales, Katherine Socha
- 2009 Michel Balinski, Andrew Bashelor, Amy Ksir und Will Traves, Andrew Granville, Dan Kalman
- 2010 Tom Apostol mit Mamikon Mnatsakanian, Judith Grabiner, Jerzy Kocik und Andrzej Solecki, Bob Palais, Richard Palais und Stephen Rodi, Mike Paterson und Uri Zwick
- 2011 Aaron Abrams und Skip Garibaldi, Alexander Borisov, Mark Dickinson und Stuart Hastings, Mark Conger und Jason Howald, Marvin Jay Greenberg, James T. Smith
- 2012 David A. Cox, Graham Everest und Thomas Ward, Peter Sarnak, Ravi Vakil
- 2013 Robert T. Jantzen und Klaus Volpert, Dan Kalman und Mark McKinzie, Dimitris Koukoulopoulos und Johann Thiel, Lionel Levine und Katherine E. Stange
- 2014 Jacques Lévy Véhel und Franklin Mendivil, Susan H. Marshall und Alexander R. Perlis, Tadashi Tokieda, Will Traves
- 2015 Erwan Brugallé und Kristin Shaw, Allison Henrich und Louis H. Kauffman, Mario Ponce und Patricio Santibanez, Daniel Velleman
- 2016 Alex Chin, Gary Gordon, Kellie MacPhee und Charles Vincent, Zhiqin Lu und Julie Rowlett, Manya Raman-Sundström, Kenneth S. Williams
- 2017 Harold P. Boas, Adrien Kassel und David B. Wilson, Deborah Kent und David Muraki, Lawrence Zalcman
- 2018 Michael Barnsley und Andrew Vince, Paul E. Becker, Martin Derka, Sheridan Houghten und Jennifer Ulrich, Maria Deijfen, Alexander E. Holroyd und James B. Martin, Francis E. Su
- 2019 Jonathan Borwein und Robert M. Corless, Andrew Granville, Adrian Rice, Kenneth S. Williams
- 2020 Colin Adams, Allison Henrich, Kate Kearney und Nicholas Scoville, Balázs Gerencsér und Viktor Harangi, John B. Little, Daniel Ullman und Daniel Velleman
- 2021 Ben Blum-Smith und Japheth Wood, Zhaodong Cai, Matthew Faust, A. J. Hildebrand, Junxian Li und Yuan Zhang, John Horton Conway, M. S. Paterson und Moscow (U.S.S.R.), Brian S. Thomson
- 2022 William Dunham, Jan E. Holly, Dominic Klyve und Erik R. Tou, David Lowry-Duda und Miles H. Wheeler